# Граница Бутана и Китая
Государственная граница между Бутаном и Китаем (дзонг-кэ འབྲུག་དང་རྒྱ་ནའི་ས་མཚམས།; кит. трад. 中國 — 不丹邊境, упр. 中国 — 不丹边境, пиньинь Zhōngguó — Bùdān biānjìng) — это международная граница между Бутаном и Тибетом, Китай, протяженностью 477 км (296 миль) через Гималаи между двумя точками границы Индии с двух сторон.

## Описание
Граница начинается на западе в точке трёх границ (с Индией) к северу от горы Гипмочи. Затем она движется по суше на северо-восток, через горы, такие как Джомолхари (часть этого участка оспаривается). Граница поворачивает на восток возле горы Масанг Ганг, хотя большая часть этого участка также находится под вопросом. Недалеко от города Сингье-дзонг она широко поворачивает на юго-восток, оканчиваясь в восточной точке на границе с Индией. Единственным сухопутным переходом между Бутаном и Китаем является секретная дорога/тропа, соединяющая гевог Центо и Пагри (27.698912°N 89.189139°E), известная как Тремо-ла (англ. Tremo La).

## История
Королевство Бутан и Китайская Народная Республика не поддерживают официальных дипломатических отношений, и их отношения исторически напряжённые.
Граница Бутана с Тибетом никогда официально не признавалась и не демаркировалась. В течение короткого периода примерно в 1911 году Китайская Республика официально поддерживала территориальные претензии на части Бутана. После того, как Коммунистическая партия Китая взяла под контроль материковый Китай в ходе Гражданской войны в Китае в 1949 г. и после провозглашения КНР председатель Мао Цзэдун заявил в оригинальной версии книги Китайская революция 1939 года и Коммунистической партии, что «правильные границы Китая будут включать Бирму, Бутан и Непал». Он также назвал Бутан частью Тибета и, следовательно, Китая. В 1959 году была опубликована карта в краткой истории Китая, на которой значительная часть Бутана, а также другие страны были включены в состав Китая.
С увеличением числа солдат на китайской стороне китайско-бутанской границы после соглашения из 17 пунктов между местным тибетским правительством и центральным правительством КНР в 1951 году Бутан отозвал своего представителя из Лхасы.
Тибетское восстание 1959 года и прибытие 14-го Далай-ламы в соседнюю Индию сделали безопасность границы Бутана с Китаем необходимостью для Бутана. По оценкам, 6000 тибетцев бежали в Бутан и получили убежище, хотя впоследствии Бутан закрыл свою границу с Китаем, опасаясь появления новых беженцев. В июле 1959 года, одновременно с оккупацией Тибета, Народно-освободительная армия Китая оккупировала несколько бутанских эксклавов в западном Тибете, которые находились под управлением Бутана более 300 лет и были переданы Бутану Нгавангом Намгьялом в XVII веке. К ним относились Дарчен, монастырь Лабранг, Гарток и несколько небольших монастырей и деревень вблизи горы Кайлас.
В 1998 году Китай и Бутан подписали двустороннее соглашение о поддержании мира на границе. В договоре Китай подтвердил своё уважение бутанского суверенитета и его территориальную целостность, и обе стороны стремились строить отношения на основе пяти принципов мирного сосуществования.Однако,  Китай строит дороги на бутанской территории, якобы в нарушение соглашения 1998 года, спровоцировало напряженность в отношениях. Однако в 2002 году Китай представил то, что он назвал «доказательством», заявив о своей собственности на спорные участки земли; после переговоров было достигнуто временное соглашение.
11 августа 2016 года министр иностранных дел Бутана Дамчо Дорджи посетил Пекин, столицу Китая, для участия в 24-м раунде переговоров о границах с Заместитель председателя КНР Ли Юаньчао. Обе стороны сделали замечания, чтобы показать свою готовность укреплять сотрудничество в различных областях и надежду на урегулирование пограничных вопросов.

### Кризис Доклама, 2017
29 июня 2017 года Бутан выразил Китаю протест против строительства дороги на спорной территории Доклам, в месте встречи границ Бутана, Индии и Китая. В тот же день граница Бутана была приведена в состояние повышенной готовности, а безопасность границ была усилена из-за растущей напряжённости. Противостояние между Китаем и Индией продолжается с середины июня 2017 года на перекрёстке трёх дорог, прилегающем к индийскому штату Сикким после того, как индийская армия заблокировала китайское строительство дороги на территории, которую Бутан и Индия считают бутанской территорией. И Индия, и Китай развернули 3000 военнослужащих 30 июня 2017 года. В тот же день Китай опубликовал карту, утверждающую, что Доклам принадлежал Китаю. Китай утверждал на карте, что территория к югу от Гипмочи принадлежит Китаю, и утверждал, что она была поддержана Калькуттской конвенцией. 3 июля 2017 года Китай сообщил Индии, что бывший премьер-министр Индии Джавахарлал Неру принял Калькуттскую конвенцию. Китай заявил 5 июля 2017 года, что у него был «базовый консенсус» с Бутаном, и между двумя странами не было никаких споров. 10 августа 2017 года Бутан отклонил заявление Пекина о том, что Доклам принадлежит Китаю.

## Заказник дикой природы Сактен
2 июня 2020 года Китай поднял новый спор о территории, который ранее никогда не поднимался на переговорах о границах. На виртуальном совещании Глобального экологического фонда (ГЭФ) Китай выступил против предоставления гранта для заказника дикой природы Сактен в районе Трашиганг на востоке Бутана, заявив, что этот район является спорным.

## Исторические карты
Исторические карты пограничной зоны с запада на восток на Международной карте мира и Оперативной навигационной карте, середина-конец 20 века.

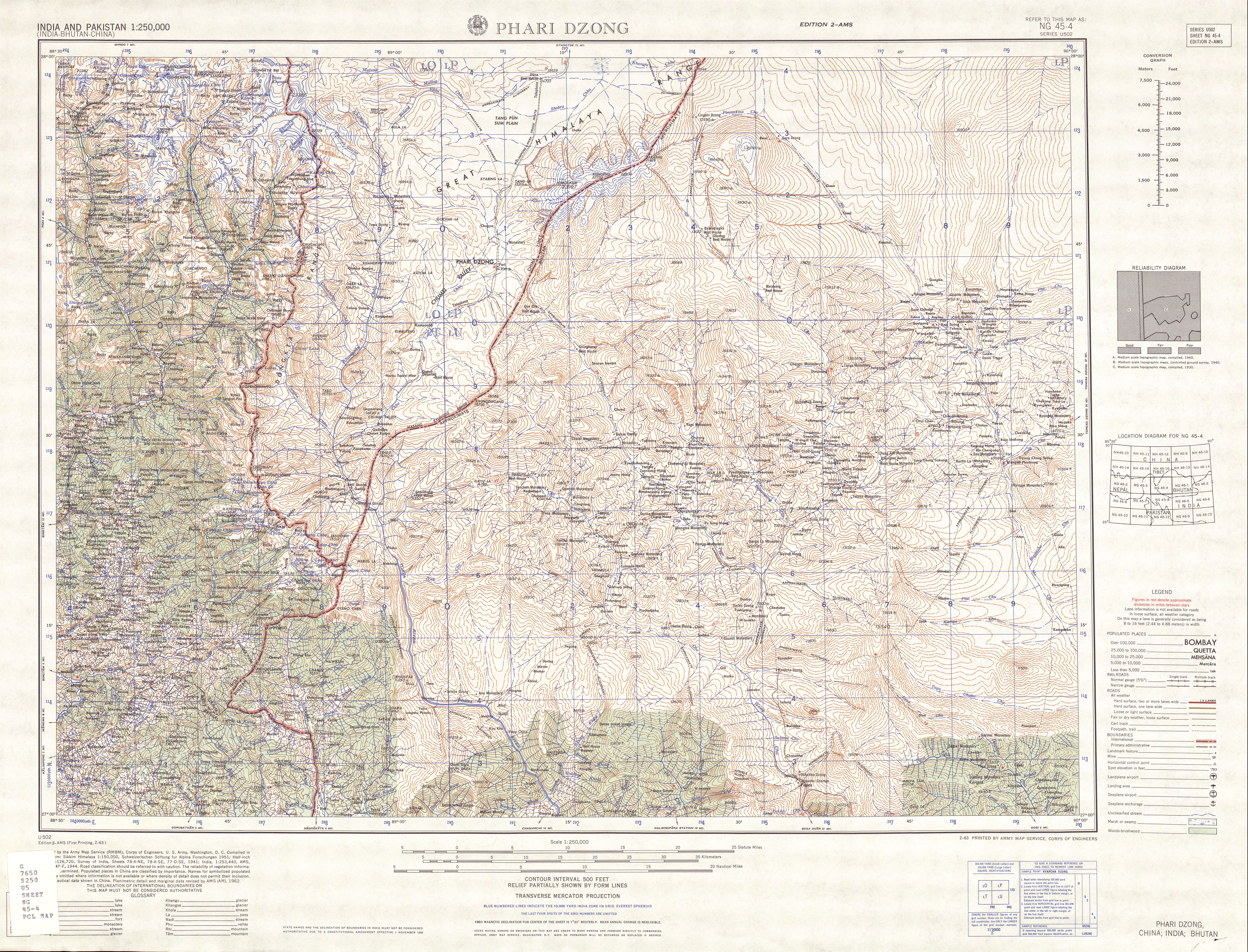
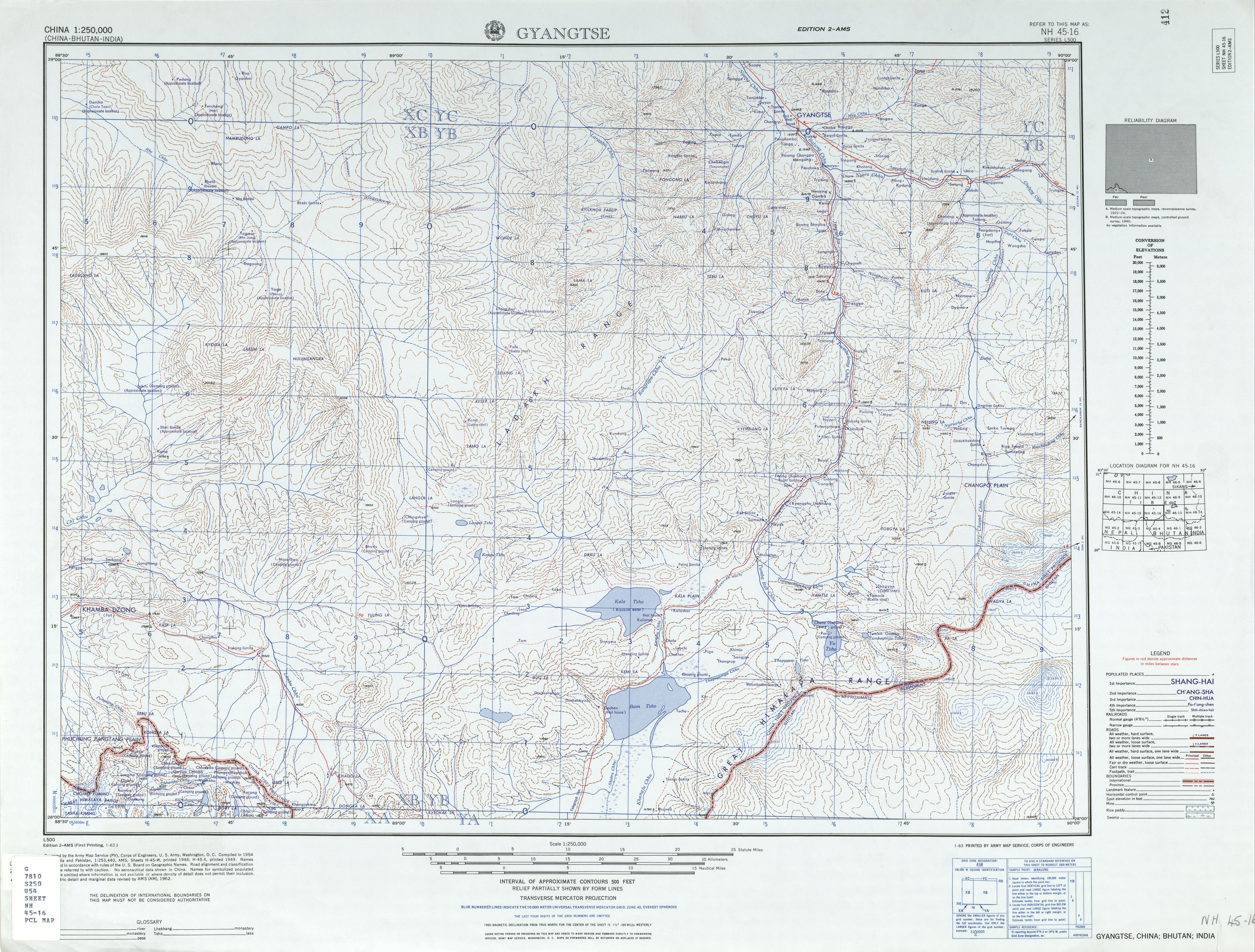
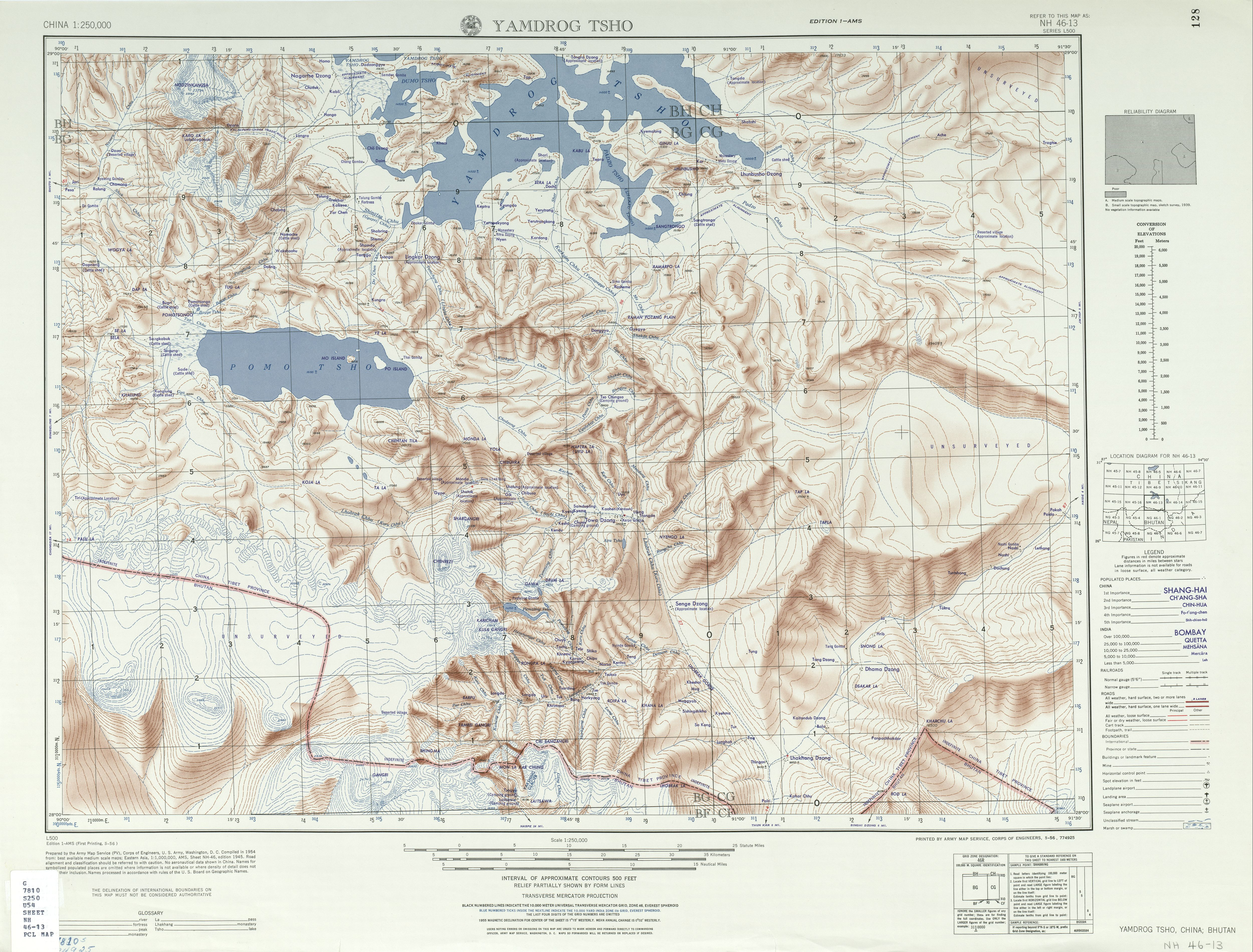
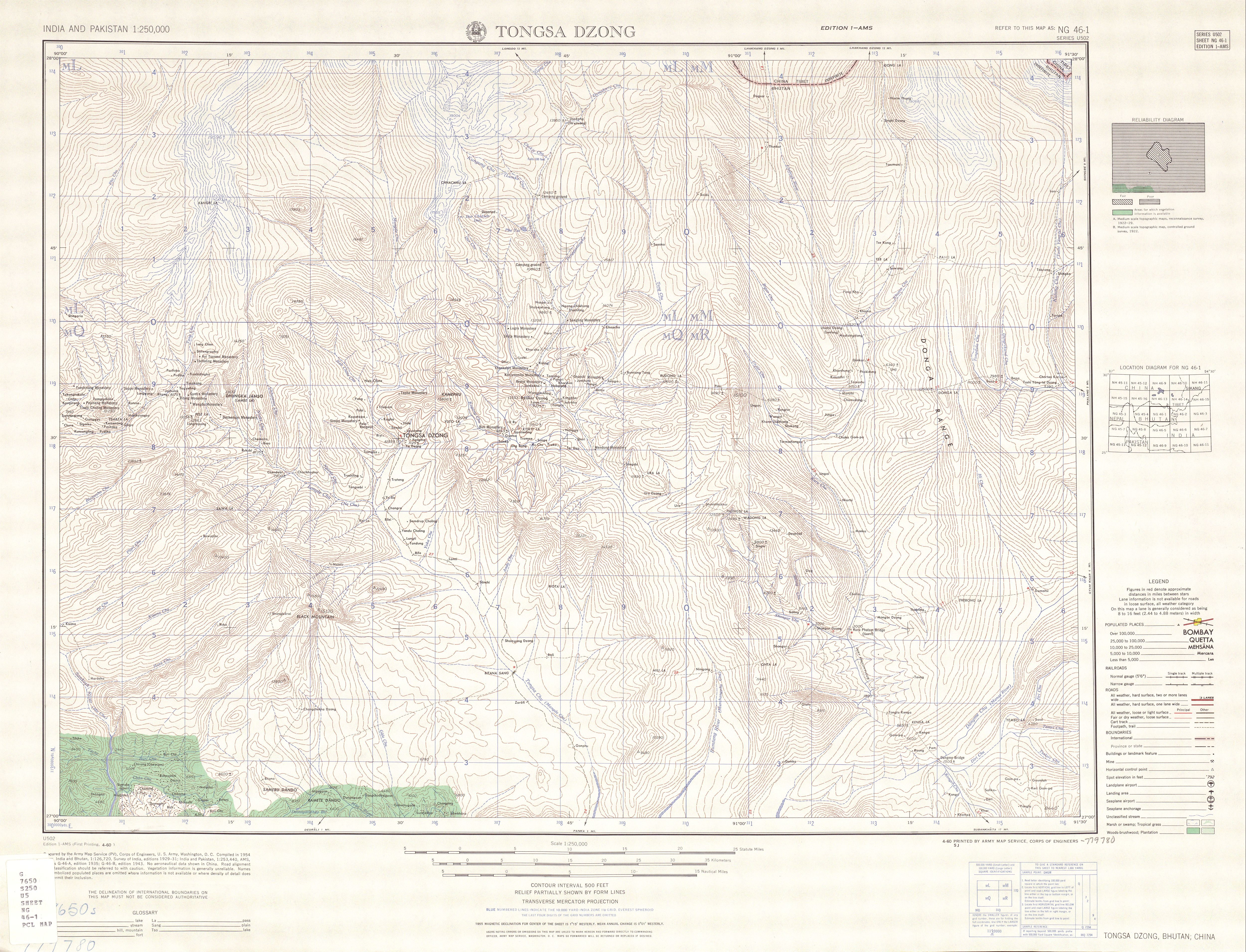
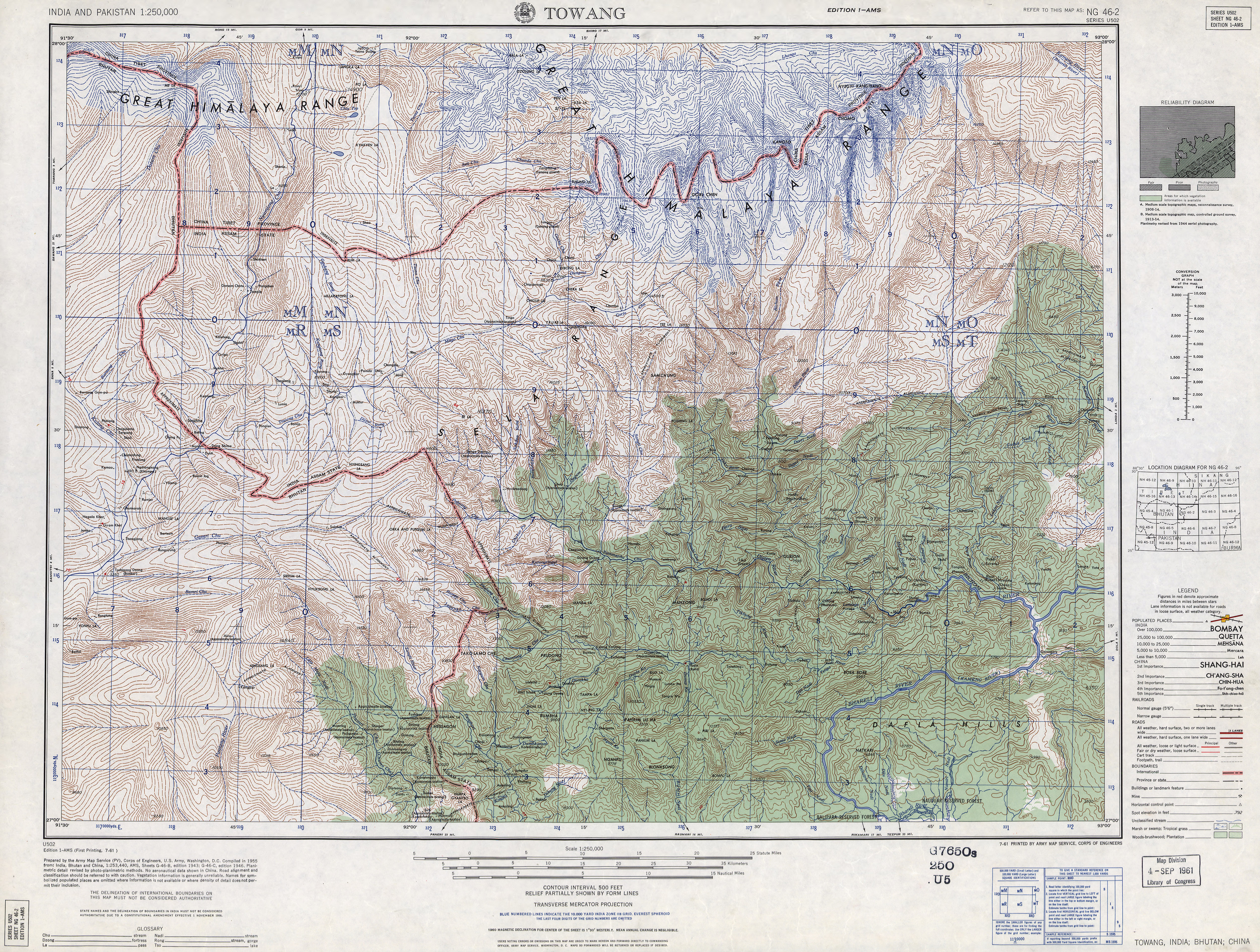
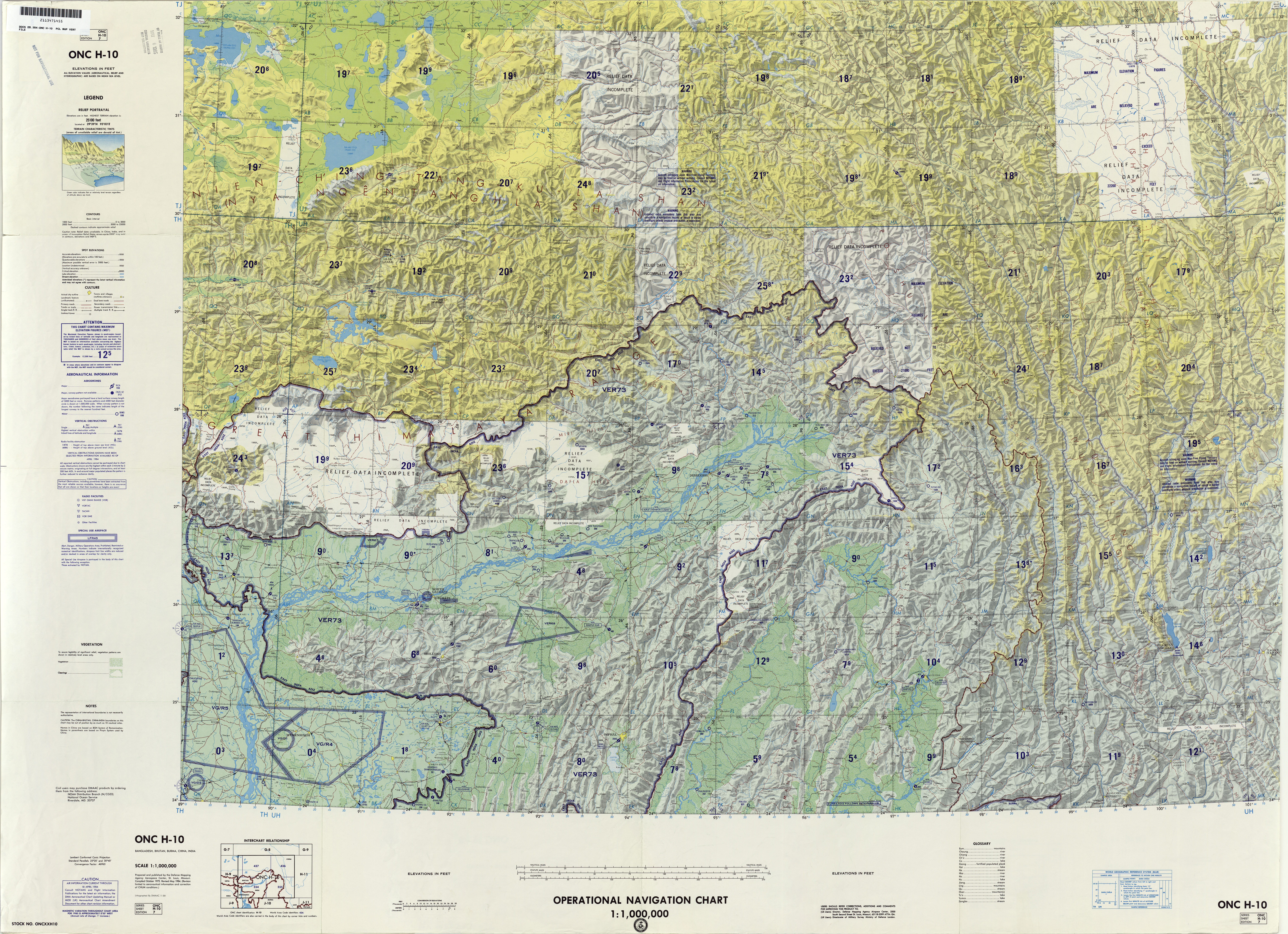
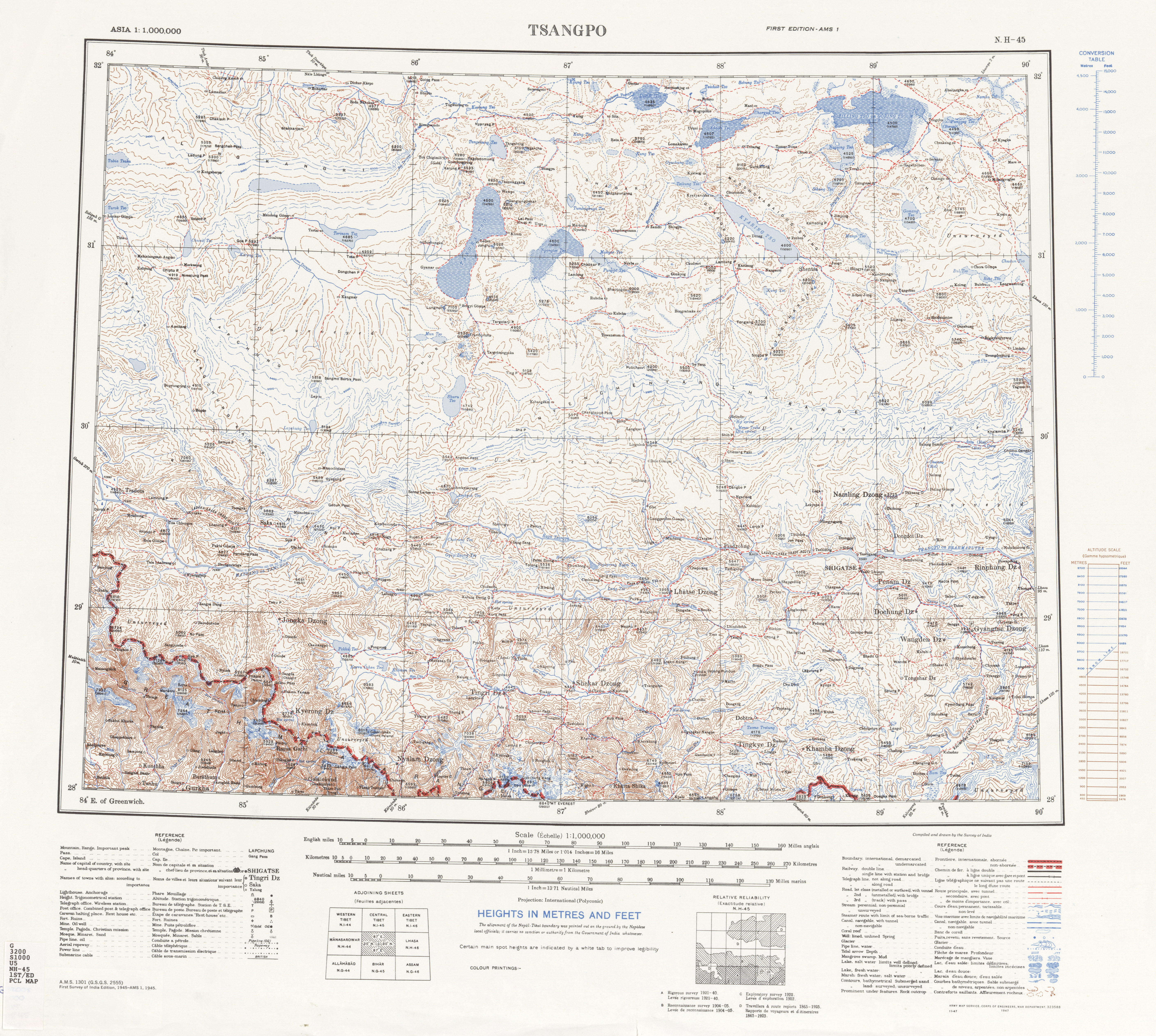
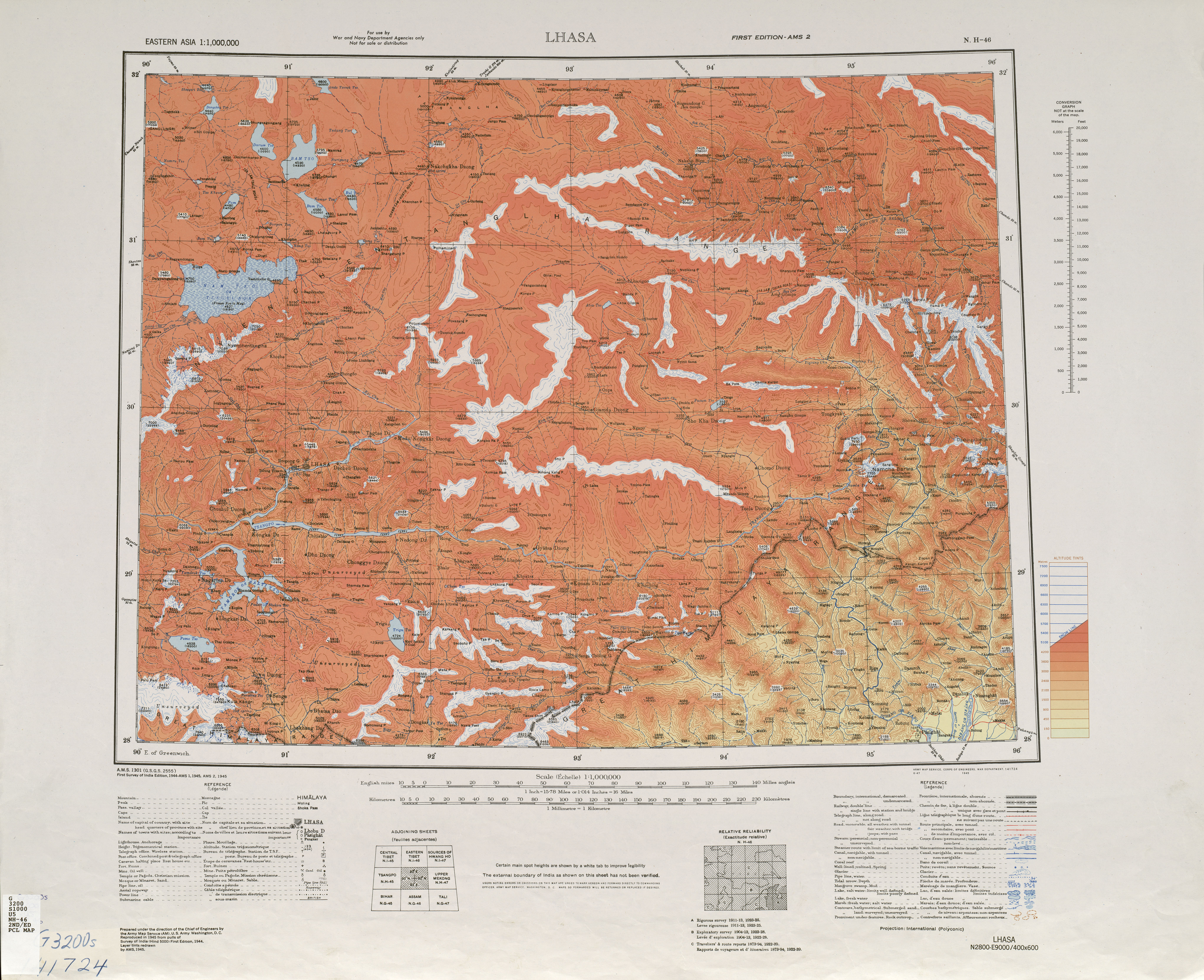
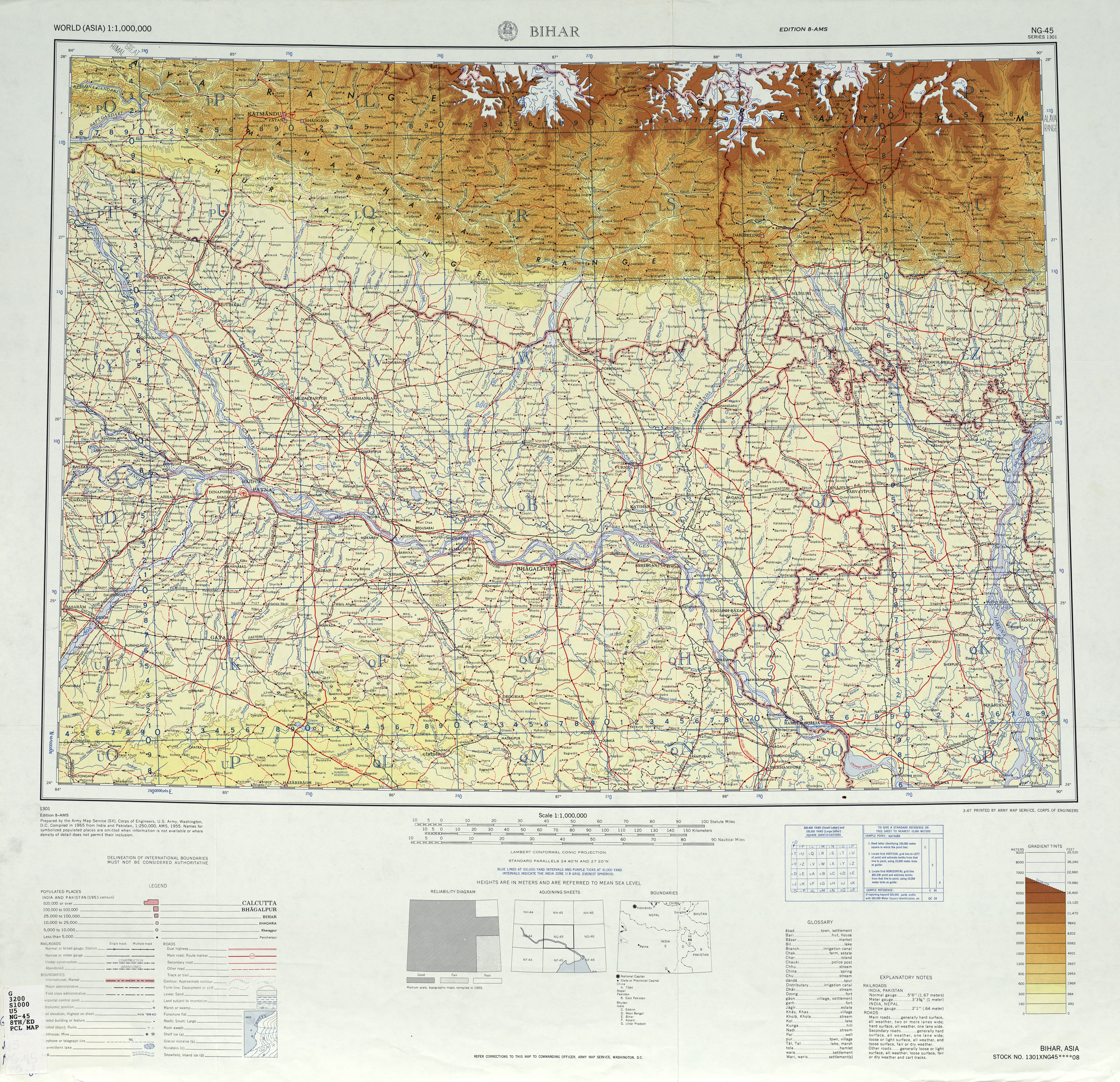
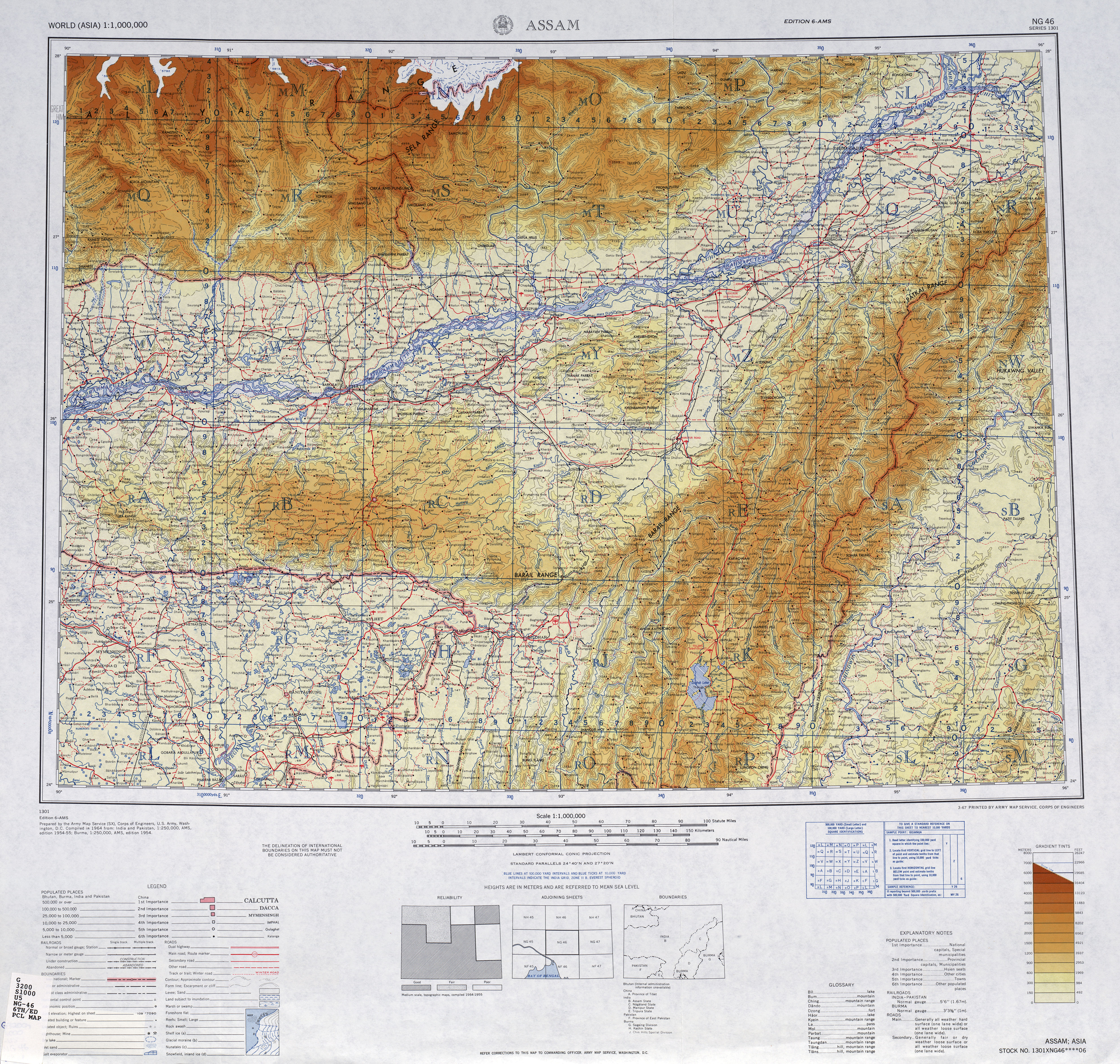